# Kozłów (obwód lwowski)
Kozłów (ukr. Кізлів, Kizliw) – wieś na Ukrainie, w obwodzie lwowskim, w rejonie złoczowskim.
Do 2020 w rejonie buskim. 

## Położenie
Na podstawie Słownika geograficznego Królestwa Polskiego i innych krajów słowiańskich: Kozłów to wieś w powiecie kamioneckim, 23 km na południowy wschód od Kamionki Strumiłowej, 5 km na zachód od sądu powiatowego w Busku.